# Sevnica
Sevnica là một khu tự quản (tiếng Slovenia: občine, số ít – občina) trong vùng Spodnjeposavska của Slovenia. Sevnica có diện tích 272.2 km2, dân số là theo điều tra ngày 31 tháng 3 năm 2002 là 17726 người. Thủ phủ khu tự quản Sevnica đóng tại Sevnica.